# Las hijas de los faraones
Las hijas de los faraones (italiano: Le figlie dei Faraoni) es una novela de aventuras del escritor italiano Emilio Salgari. Fue publicada en 1905.

## Trama
Egipto, VI dinastía. Mirinri, que acaba de cumplir 18 años, encuentra en las orillas del Nilo una joya con forma de víbora. La cabeza de oro y el esmalte que recubre su cuerpo no dejan lugar a dudas: es el símbolo del derecho a la vida y a la muerte que solo pueden llevar los faraones. Ante el hallazgo, Ounis, el viejo sacerdote que ha educado al joven lejos del esplendor de Menfis, le revela su verdadera condición: Mirinri es hijo del faraón Teti y su destino está escrito. Debe vengar la muerte de su padre, conquistar el trono que le pertenece y castigar el usurpador. .